# Louis Joseph Gay-Lussac
Pour les articles homonymes, voir Gay-Lussac (homonymie).
Louis Joseph Gay-Lussac,,,,,, né à Saint-Léonard-de-Noblat le 6 décembre 1778 et mort à Paris le 9 mai 1850, est un chimiste et physicien français, connu pour ses études sur les propriétés des gaz.
Ses travaux méticuleux en physique et chimie pneumatique, dans la continuité de Lavoisier et dans le respect de l'école newtonienne d'Arcueil, ont ouvert une voie paradoxale, mais assurée, aux notions fondamentales de la chimie atomique, à commencer par le nombre d'Avogadro et la molarité.

## Biographie

### Origine familiale et vie privée
Le père de Louis Joseph Gay, Antoine Gay, fils de médecin, était avocat et procureur, et exerçait les fonctions de juge au Pont-de-Noblat. Père de deux fils et de trois filles, il était propriétaire d'une bonne partie de Lussac, au nord de Saint-Léonard, et ajoutait ordinairement le nom de ce hameau de Haute-Vienne à son nom de famille, suivant un usage de l'Ancien Régime. Vers l'année 1803, le père et le fils adoptèrent définitivement le nom de Gay-Lussac. Durant la Révolution, au nom de la loi des suspects, son père, ancien procureur du roi, fut, fin 1793, emprisonné à Saint-Léonard jusqu'au 9 thermidor (1794).
Il épouse en 1808 Geneviève Rojot (1785-1876). Ils ont 5 enfants.

### Éducation
Joseph Louis Gay-Lussac a pour premier professeur l'abbé Bourleix, qui lui enseigne notamment, à lui et à son frère cadet, le latin. Au cours de la Révolution, l'abbé, réfractaire au serment à la constitution civile du clergé, quitte la France en 1793 et Gay-Lussac, que son père destine alors à la profession d'avocat, continue d'étudier à Saint-Léonard auprès de deux enseignants laïques jusqu'en novembre 1794, après la chute de Robespierre. Son père l’envoie alors étudier à Paris, à l'âge de 16 ans, tout d'abord chez un certain abbé Dumonteil, puis à la Pension Savouret, rue de la Clef, puis dans la pension de M. Sencier, au village de Nanterre, il y apprend l'anglais et le dessin, puis les mathématiques. En octobre 1797, il est reçu à l'examen d'admission de l'École polytechnique (ouverte trois ans plus tôt) et y fait sa rentrée le 27 décembre suivant, à l'âge de 19 ans. Il a pour professeur de chimie Fourcroy et Vauquelin en première année, puis en deuxième année Chaptal, et en troisième année Guyton de Morveau et Berthollet pour le cours de perfectionnement. C'est durant cette troisième année, destinée à une minorité d'élèves et où il est choisi comme chef de brigade suppléant, qu'il travaille auprès de Berthollet sur le traitement du lin par le chlore. Gay-Lussac donne des leçons particulières de mathématiques afin de gagner un peu d'argent en plus de sa solde mensuelle de 60 francs. À cette époque un parent de Gay-Lussac, Simon François Gay de Vernon, devient directeur adjoint de l'école. Au terme de la deuxième année il est choisi pour entrer au service des ponts et chaussées. Il rentre à l’École des ponts et chaussées fin novembre 1800 avec un salaire annuel d'élève ingénieur de 900 francs. Il en suit les cours plus ou moins assidument durant les trois années suivantes tout en devenant assistant de Berthollet dans son laboratoire privé à Arcueil.

### Carrière scientifique
Au terme de ses études en novembre 1803, il continue à être rémunéré comme aide de laboratoire à l'École polytechnique, puis y est nommé répétiteur de chimie auprès de Antoine-François Fourcroy le 23 septembre 1804 avec un salaire annuel de 1500 francs. À la suite de ses travaux sur la dilatation des gaz et sur le magnétisme avec Humboldt, il est nommé membre du Bureau consultatif des arts et manufactures le 7 février 1806, avec un salaire annuel de 2 400 francs, il en sera durant plus de trente ans un des membres les plus actifs. Il est élu le 8 décembre de la même année à la première classe de l'Institut national, dans la section de physique, en remplacement de Mathurin Jacques Brisson. Il perçoit en cette qualité un salaire annuel de 1 500 francs. À l'École polytechnique, il obtient en 1809 le titre de professeur de chimie-pratique puis est nommé à l'âge de 32 ans, à la suite du décès de Fourcroy, instituteur de chimie le 1er janvier 1810 avec un salaire annuel de 6 000 francs. Le 15 juillet 1818 il est nommé membre du comité consultatif de la direction générale des poudres et salpêtres, avec un salaire annuel de 4 000 francs et un logement de fonction dans le quartier de l'Arsenal. Il devient membre du conseil de perfectionnement du Conservatoire national des arts et métiers en 1819. Il accepte en 1829, à la suite de Vauquelin, la charge d'essayeur du bureau de garantie de la Monnaie, avec un salaire annuel de 20 000 francs. Il propose alors au Gouvernement d'adopter le mode d'essai de l'argent par la voie humide. Il se démit en 1848 de ses fonctions en faveur de son fils aîné Jules.
Peu avant de prendre la succession de Fourcroy à l'École polytechnique, Gay-Lussac est nommé le 11 mai 1809 le premier titulaire de la chaire de physique de la nouvelle faculté des sciences de Paris. Il y assure deux leçons hebdomadaires d'une heure et demie, les examens pour le baccalauréat, la licence et le doctorat ès sciences et reçoit un salaire annuel de 4 500 francs. Il partage le programme du cours annuel de physique d'abord avec Hachette, puis à partir de l'année 1815-1816 avec Jean-Baptiste Biot, jusqu'en 1826, puis avec Claude Pouillet, et échange en 1828 ses leçons de physique avec les leçons de chimie de Pierre Louis Dulong, alors professeur adjoint à Thénard. Dulong succède en 1832 à Gay-Lussac à la chaire de physique de la faculté, lorsque celui-ci est nommé à la chaire de chimie organique et chimie minérale du Muséum d'histoire naturelle, laissée vacante par le décès de Laugier. Il donne sa première leçon au Muséum le 2 avril 1833 et s'installe alors dans un des logements du Muséum. En 1840, Gay-Lussac quitte ses fonctions à l’École polytechnique, où il est remplacé par son ami Théophile-Jules Pelouze. Il devient professeur à l'École d'application des tabacs. Il quitte le Muséum et l’École d'application des tabacs en 1848.
Durant sa carrière de chercheur, Gay-Lussac a été victime de plusieurs explosions, en faisant des expériences sur le potassium en 1808, puis sur l'iode, sur l'acide fluorhydrique, et en 1844 sur les hydrogènes carburés.

### Sociétés savantes
Membre de la première classe de l'Institut national, puis de l'Académie des sciences, il en est le président en 1822 et 1834. En 1807, il devient l'un des premiers membres de la Société d'Arcueil et participe à la rédaction des Mémoires d'Arcueil. Gay-Lussac fut membre de nombreuses sociétés savantes étrangères : l'Académie royale de Prusse, la Royal Society de Londres (membre étranger, 1815), l'académie impériale de Russie, les Sociétés d'Edimbourg, de Turin, de Stockholm. Il obtint également de nombreuses décorations: grand-officier de la Légion d'honneur, commandeur du mérite de Prusse et chevalier de l'étoile polaire de Suède.

### Enseignant
Gay-Lussac a été nommé en 1809 professeur de physique à la Sorbonne et professeur de chimie à l'École Polytechnique, et en 1832, professeur de chimie minérale au Muséum. Ses étudiants en ont conservé le souvenir d'un professeur clair et convaincant, au style « toujours simple, logique, sévère », qui exposait ses découvertes « avec une extrême modestie ».

### Éditions
Il reprend en 1816, en tant que coéditeur avec Arago, les Annales de chimie et de physique dont il devient rédacteur en chef.

### Conseil industriel
Gay-Lussac fut expert-conseil des Forges de Charenton. 
Il entre en 1832 à la compagnie des glaces de Saint-Gobain comme censeur. Il en devient administrateur en 1840, puis président du conseil d'administration en 1843, et ce jusqu'à sa mort en 1850. Il introduit, à l’usine d’acide sulfurique de Chauny, la  « tour Gay-Lussac » permettant de prévenir la libération dans l'atmosphère des oxydes d'azote.

### Carrière politique
Gay-Lussac est élu député de l'arrondissement de Limoges en 1831, réélu en 1834 et 1837 et nommé pair de France en 1839 par Louis-Philippe et siège à la Chambre des pairs jusqu'en 1848. Il se distinguera notamment pour son action visant à ne pas légiférer sur le travail des enfants mais perdra cette bataille législative.

### Décès
Louis Joseph Gay-Lussac meurt à 71 ans et demi des suites d'une insuffisance cardiaque. Il est inhumé au cimetière du Père-Lachaise.

## Travaux scientifiques

### Physique des gaz
Dès 1802, alors qu'il est attaché au laboratoire de Berthollet à Arcueil, il s'illustre en énonçant que « de 0° à 100°, tous les gaz simples ou composés soumis à la même pression, se dilatent de la même quantité pour des augmentations égales de température et que 100 volumes de ces gaz à 0° deviennent 137 volumes à 100° de chaleur.». Il découvre ainsi la loi de dilatation des gaz et, quelques années plus tard, les lois volumétriques qui portent aujourd'hui son nom. Ces dernières stipulent que les gaz se combinent entre eux selon des rapports volumétriques simples. Il apporte plusieurs améliorations au baromètre à mercure.
En 1804, il est, avec Jean-Baptiste Biot, chargé  par l'Institut de France de vérifier les observations de Horace-Bénédict de Saussure sur l'affaiblissement du magnétisme dans l'atmosphère en effectuant un voyage en ballon. Après un premier essai infructueux en compagnie de Biot le 24 août, Gay-Lussac renouvelle l'expérience en solitaire le 16 septembre montant à 7 016 m (record d'altitude pour l'époque) et infirme les observations du naturaliste. Non content de mesurer le champ magnétique terrestre et d'en vérifier la constance, il collecte des échantillons d'air atmosphérique à différents paliers d'altitude qui dévoilent des variations de température et d'humidité. Ce succès expérimental lui vaut l'année suivante de devenir membre du comité consultatif des arts et métiers.
Gay-Lussac commence à cette époque une collaboration avec Alexander von Humboldt sur l'analyse de l'air et part avec lui en mars 1805, obtenant un congé d'un an de l'École polytechnique, faire un long voyage d'exploration scientifique dans les Alpes, la Suisse, l'Italie et l'Allemagne.
Il publie, en 1809, un important mémoire sur les combinaisons en volumes. Il retrouve la loi de Charles, à savoir que tous les gaz ont approximativement le même coefficient de dilatation. Il oriente ses recherches vers l'hygrométrie et la capillarité.
En 1810, il publie un mémoire à l'Institut sur le procédé de conservation inventé par Nicolas Appert, il donne une théorie erronée, expliquant que le chauffage modifiait la composition de l'oxygène et de ce fait le processus de fermentation était interrompu. Appert expliquait que c'était la chaleur qui tuait les "ferments". C'est Pasteur qui donnera raison à Appert lors de ses travaux sur "la génération spontanée".

### Chimie
Gay-Lussac s'illustre également dans le domaine de la chimie. En 1808, en collaboration avec le chimiste français Louis Jacques Thénard, Gay-Lussac travaille à la préparation du potassium, par chauffage au rouge d'un mélange de fer pur et de potasse, et du sodium, et découvre le bore. L'étude des propriétés du potassium amène les chimistes à l'utiliser pour isoler le bore de l'acide borique. L'année suivante, il démontre, au moyen de la pile voltaïque, que le chlore, appelé alors "acide muriatique oxygéné", est en fait un corps simple. Il introduit la notion d'hydracide, c'est-à-dire d'acide ne contenant pas d'oxygène. Ceci conduit à abandonner l'hypothèse de Lavoisier pour qui il ne pouvait y avoir que des acides oxygénés (oxacides). Il montre que l'acide fluorhydrique est un hydracide comme l'acide chlorhydrique (ou "muriatique").
En 1815, ses travaux sur les prussiates (cyanures) le conduisent à découvrir le cyanogène et l'acide cyanhydrique. Ce dernier acide, très toxique, est encore un hydracide.
L'élément iode a été découvert par Bernard Courtois qui en a donné des échantillons à Gay-Lussac. Ce dernier a nommé ce nouvel élément « iode » (de iodès qui veut dire violet en grec) en raison des vapeurs violettes qu’il dégage quand on le chauffe. L'iode a pris ensuite une grande importance dans l'industrie et dans la médecine.
Après la Restauration, les progrès en chimie du carbone sont rapides. Avec Thénard, puis avec Liebig, il améliore les méthodes d'analyse organique.
Dans le domaine de la chimie industrielle, il améliore les procédés de fabrication de l'acide sulfurique et de l'acide oxalique et met au point des méthodes de contrôle par dosage. En 1821, il est chargé par l'administration française de définir une méthode pratique de mesure exacte de la concentration en alcool des boissons. La loi de 1824 sur la taxation des boissons alcooliques utilise ses travaux. Avec Collardeau, ancien élève de l'École Polytechnique, il devient fabricant d’instruments scientifiques et commercialise son alcoomètre en 1830.
Il s'agit d'un densimètre gradué sur la concentration volumétrique en alcool. Cela donne le degré Gay-Lussac qui correspond au pourcentage d'alcool dans le vin par exemple.

## Distinctions
- Chevalier de l'ordre royal de l'Étoile polaire
- Grand officier de la Légion d'honneur

## Hommages

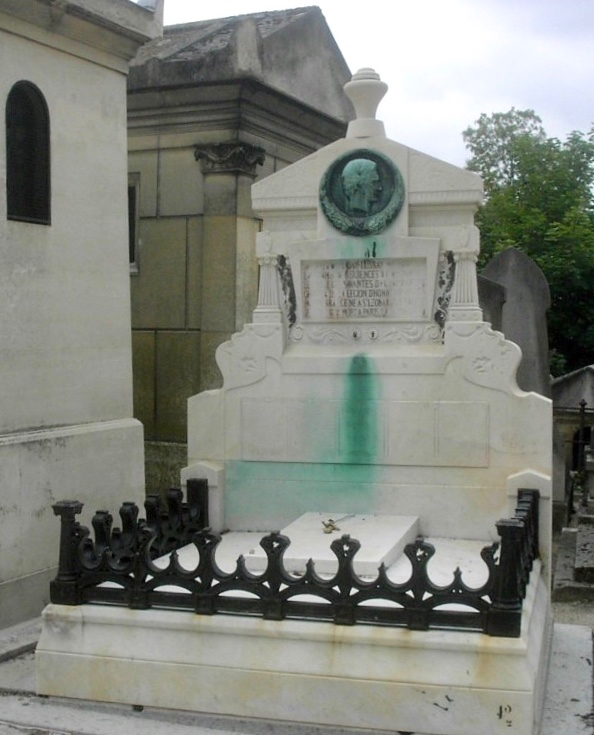
Tombe au cimetière du Père-Lachaise.

- Un cratère lunaire porte le nom Gay-Lussac depuis 1935.
- Le minéral gaylussite est nommé en son honneur depuis 1826.
- Son nom est inscrit sur la Tour Eiffel[30].
- Un musée lui est consacré dans sa ville natale, Saint-Léonard de Noblat (Haute-Vienne)[31].
- La fédération Gay-Lussac regroupe 20 grandes écoles d'ingénieurs françaises en chimie et génie chimique.
- Un timbre français de 10 francs + 3 francs a été émis le 2 juin 1951.
- Une statue est installée place Gay-Lussac devant sa maison natale à Saint-Léonard-de-Noblat.
- Une statue de Gay-Lussac, réalisée en 1945 par Casaubon, est installée au lycée Gay-Lussac de Limoges : l'ancien collège des Jésuites, puis lycée impérial, a pris le nom du savant en 1889. Toujours à Limoges, la statue de Gay-Lussac inaugurée place d'Aine en 1890 a été fondue par les Allemands sous l'Occupation[32].
- Des rues et des institutions d'enseignement portent son nom dans plusieurs villes de France, comme la rue Gay-Lussac dans le 5e arrondissement de Paris (qui s'est retrouvée au cœur des événements de mai 1968), le cours Gay-Lussac qui longe le Champ de Juillet à Limoges, ainsi qu'à Châtillon, Grenoble, Chauny, Nantes, Poitiers, Tours, Yerres, La Madeleine, Mulhouse, Gondecourt, Lambersart...) et quelques-unes au Canada, notamment au Québec (Arvida, Gatineau), ainsi qu'une rue dans la ville de Córdoba en Argentine.

## Publications
- Cours de chimie de l'École polytechnique, Vol. 1 « Cours de chimie par M. Gay Lussac : L'histoire des sels, la chimie végétale et animale », vol. 1 (version du 24 juin 2007 sur Internet Archive), Vol. 2 « http://www.polymedia.polytechnique.fr/EnLignes/Cours_Histo/Gay_Lussac_2.pdf »(Archive.org • Wikiwix • Archive.is • Google • Que faire ?)
- Leçons de physique de la faculté des sciences de Paris, (6 novembre 1827, 18 mars 1828)
- Recherches physico-chimiques faites sur la pile, 1811